# Line Marsa
Line Marsa (Livorno, 4 de agosto de 1895 – París, 6 de febrero de 1945), nacida como Annetta Giovanna Margherita Maillard in Gassion, y conocida también como Line Jacqueline Marsa, fue una cantante y artista de circo y acróbata ecuestre francesa, madre de Édith Piaf.

## Trayectoria
Su madre, Emma Saïd Ben Mohamed fue una artista de circo y cantante, era amiga de La Goulue. Su padre, Auguste Eugène Maillard (1866-1912), procedía de la región francesa del Loira. Ambos giraban por Italia con una compañía de circo ambulante, que actuaba en el Teatro de Verano de Piazza della Cavallerizza.
  

El 4 de septiembre de 1914, Marsa se casó con el cantante y contorsionista de circo Louis Alphonse Gassion. Al año siguiente, el 19 de diciembre de 1915, dio a luz a su primera hija, Édith Giovanna Gassion, que más tarde se convertiría en Édith Piaf. El 31 de agosto de 1918, en Marsella, dio a luz a su segundo hijo, Herbert (1918 - 1997). Se divorció el 4 de junio de 1929 y nunca volvió a casarse.

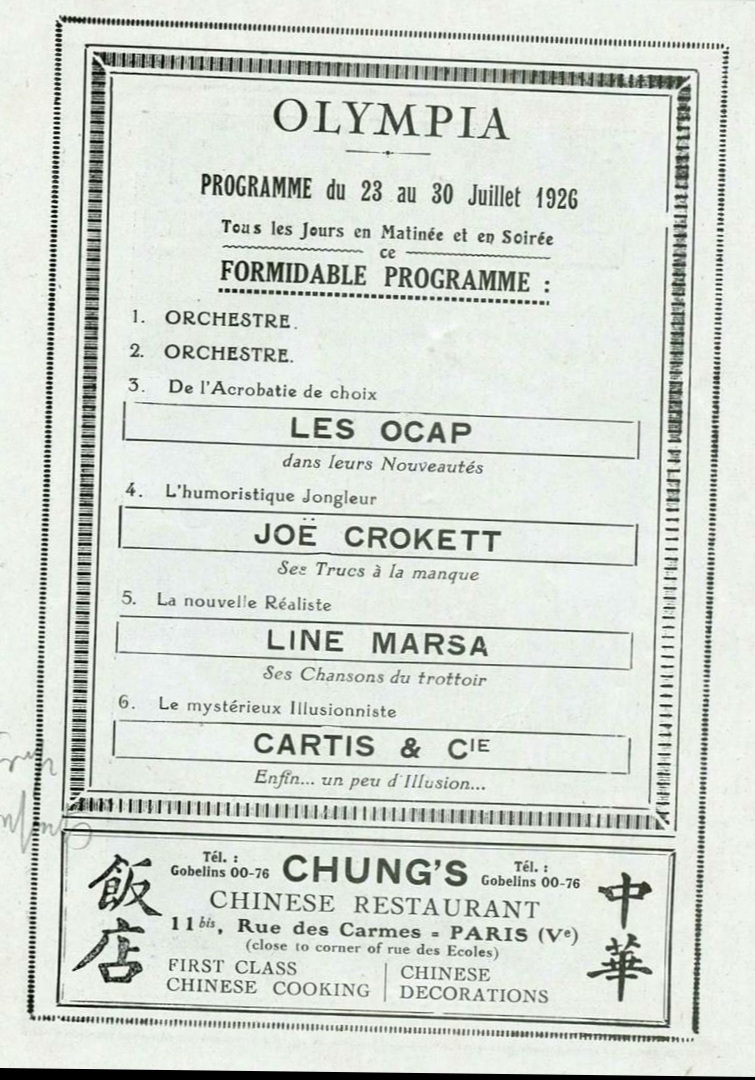
Cartel del Olympia con su nombre 1926

Marsa fue cantante y artista circense y ecuestre. Su nombre artístico, parece haberse inspirado en La Marsa, un puerto de Túnez, según afirmó su hijo Herbert.  Su repertorio procedía del cabaret clásico: Haine d'amour. Mélancolie, de Paul Delmet, Les Inquiets, Le deux menetriers y otras canciones.
Apareció en el Petit Casino, luego en el Olympia y en el Caveau de la République. Fue una de las coristas incluidas en el cartel Les Nuits (de Emma Liébel, Denyse Luciani y E. Cloerec-Maupas) y en la portada de la partitura Le môme Camille (de Raoul Leblond, Jean Nelly y Laurent Halet). Años más tarde, infeliz y deprimida, empezó a cantar en las calles. Posteriormente trabajó en un music hall y realizó giras por provincias, como el Folies Bergères de El Havre. 
Regresó a París para cantar en cabarés como La Bohème, Place du Tertre, Les Quat'z'Arts en Montmartre, el Bal de L'Abbaye en el 8 rue de Puteaux,y en espectáculos como Le Jockey, La Gaieté Montparnasse, Les Folies Belleville, Le Libertys, La Boule Noire (donde permaneció cinco años antes de la Segunda Guerra Mundial) o el Mikado.
Arletty afirmó que Marsa tenía problemas con las drogas. Murió de sobredosis en París el 6 de febrero de 1945, a los 49 años, entre los contenedores de basura de Pigalle. Fue enterrada en el cementerio de Thiais, y no en la tumba familiar en el cementerio parisino de Père Lachaise, donde ya estaban enterrados la hija de Edith, Marcelle, fallecida en 1943, y su padre, Louis Alphonse Gassion, fallecido en 1944.

## Reconocimientos
Line Marsa fue interpretada por Clotilde Courau en la película biográfica de Piaf de 2007 de Olivier Dahan, La vie en rose. El grafitero Mart Signed firmó una pintura en la pared del parque público de Villa Fabbricotti de Livorno con una losa de piedra que decía: "Line Marsa / (Anita Maillard) / nació en Livorno / el 4 de agosto de 1895".
En 2021, el Comité del Día del Jazz de la Unesco de Livorno, declaró el 4 de agosto, el "Día de los Artistas Callejeros" para recordar a Line Marsa.